# Ugór (film)
Ugór – polski niezależny dramat filmowy z 2005 roku w reżyserii Dominika Matwiejczyka.
Okres zdjęciowy : październik 2004 - maj 2005. Scenariusz, zdjęcia, montaż, produkcja i reżyseria: Dominik Matwiejczyk.
Występują: 
- Regina Grudzień
- Bodo Kox
- Bogdan Tymoszyk
- Joanna Gleń
- Radosław Fijołek
- Korneklia Szymańska
- Łukasz Lipiński

Treść: Dwóch braci zamieszkuje wraz ze starszą, schorowaną matką, rozpadający się dom na wsi. W tajemnicy przed rodzicielką wyprzedali cały inwentarz.

## Nagrody
- 2005 Grand Prix w Konkursie Kina Niezależnego na 30. Festiwal Polskich Filmów Fabularnych w Gdyni
- Grand Prix Tofifest w Toruniu
- Główną Nagrodę w kategorii filmu pełnometrażowego na festiwalu Lato Filmów w Toruniu
- Grand Prix Telewizyjnego Festiwalu Filmowego KRĘCI SIĘ, Offskara za najlepszy film roku i nagrodę specjalną dla Reginy Grudzień

### Wyróżnienia na festiwalach
- KAN we Wrocławiu
- OFF CINEMA w Poznaniu
- wyróżnienie aktorskie dla Bogdana Tymoszyka na festiwalu Oskariada w Warszawie